# Biatoridium
Biatoridium J. Lahm ex Körb (zarodniczka) – rodzaj grzybów z klasy Lecanoromycetes. Ze względu na współżycie z glonami zaliczany jest do grupy porostów. W Polsce występuje jeden gatunek.

## Systematyka i nazewnictwo
Pozycja w klasyfikacji według Index Fungorum: Incertae sedis, Incertae sedis, Incertae sedis, Lecanoromycetes, Pezizomycotina, Ascomycota, Fungi.
Według Index Fungorum jest to rodzaj o bliżej nieokreślonej pozycji taksonomicznej. Synonim nazwy naukowej: Chiliospora A. Massal.
Nazwa polska według W. Fałtynowicza.

## Gatunki
- Biatoridium delitescens (Arnold) Hafellner 1994
- Biatoridium elegans (Hepp) Reinke 1895[4]
- Biatoridium monasteriense J. Lahm ex Körb. 1860 – zarodniczka nadobna
- Biatoridium neozelandicum Müll. Arg. 1896[4]

Nazwy naukowe na podstawie Index Fungorum. Nazwy polskie według checklist W. Fałtynowicza.